# Марія фон Ебнер-Ешенбах
 Марія фон Ебнер-Ешенбах (нім. Marie von Ebner-Eschenbach, 13 вересня 1830 — 12 березня 1916) — баронеса, австрійська письменниця, майстер реалістичної прози. Починала з романтичних творів.

## Біографія
Народилась у Моравії, у замку Здіславіц, розташованому біля Кромержижу (Чехія). Вона втратила матір в ранньому дитинстві, але отримала добре виховання від двох мачух. У 1848 році вона вийшла заміж за австрійського капітана, який згодом отримав звання фельдмаршала, Моріца фон Ебнер-Ешенбах, і проживала спочатку у Відні, а потім в Клостербруці, де служив її чоловік, а після 1860 роки знову у Відні. Шлюб був бездітним, і талановита дружина шукала розради в літературній творчості. У своїх зусиллях вона отримала допомогу і підтримку від поета Ґрильпарцера і драматурга Елігія-Франца Йозефа Мюнх-Беллінггаузена.
З нагоди сімдесятиріччя Ебнер-Ешенбах університет Відня надав їй ступінь почесного доктора філософії.

## Творчість
Ебнер-Ешенбах дебютувала як драматург, написавши п'єсу «Марія Стюарт у Шотландії», що 1860 року була поставлена німецьким співаком і режисером Едуардом Деврієнтом у театрі в Карлсруе. Вона написала також трагедію «Марі Ролан», одноактну драму «Доктор Ріттер» та драми «Фіалки» і «Невтішна», що не мали значного успіху. В подальшому її драматичні твори були забуті. Після невдалих спроб в області драми, вона знайшла свою справжню сферу в оповіданні.
Її першим прозовим твором було «Die Prinzessin von Banalien» (1872 г.), сатиричної казки, зробив мало враження; але «Дві графині» (1885), оповідання про австрійське вище суспільство, було зустрінуте публікою з вражаючою прихильністю. Її інші роботи включають «Казки села і замку», «Дитина парафії» (1887); «Суперник»; «Афоризми» (1880); і «Притчі, оповідання та вірші» (1892); 'Маргарета' (1891 г.); «Три новели» (1892 г.); «Стара школа» (1897) та інші.
Зібрання її творів були опубліковані в 1893—1911 роках.
Критики початку 20 століття віддавали їй перше місце серед німецьких письменниць її доби, відзначали елегантність стилю Ебнер-Ешенбах, її гострий розум і віртуозне зображення характерів героїв творів.

## Українські переклади
Українською мовою окремі твори Ебнер-Ешенбах перекладали Осип Маковей, І. Карбулицький На початку 20 століття у «Промені» були надруковані її твори «Розійшлись», «Без попередньої школи» (1904. — Ч. 21), «Богохулець» (1904. — Ч. 23) у перекладі І. Карбулицького. Відомий переклад принаймні одного вірша Ебнер-Ешенбах, зроблений О. Лятуринською.